# 野村増右衛門
野村 増右衛門（のむら ますえもん）は、江戸時代中期の武士で桑名藩の久松松平家の家臣。下級武士より異例の出世をし、郡代に抜擢されて辣腕を振るったが、公金横領などの嫌疑をかけられ一族郎党もろとも粛清される「野村騒動」の当事者となった。113年後に免罪となった。

## 生涯
桑名藩領の員弁郡島田村の在地代官・野村仁右衛門の子として生まれる。はじめ郡代の手代で8石2人扶持という微禄の小者であったが、政治財政の才幹に秀でて文武両道に長じていたことからめきめき頭角を現した。藩主松平定重にも重用され、元禄9年（1696年）には180石と屋敷が与えられ、同10年には300石、同13年には物頭に出世、宝永2年（1705年）には750石の郡代となるなど異例な出世を果たし、その勢いは門閥家老を凌いで藩政を牛耳るまでになった。
当時の桑名藩では災害が相次いで藩財政が窮乏していたため、野村は藩政改革を行ない、倹約をはじめ、元禄14年（1701年）の大火で焼失した城郭並びに城下の復興再建、幕命による津藩との相模酒匂川の大工事の完成、領内町屋川下流の新田開発、員弁郡宇賀川改修による農地の開発、神社仏閣の造営修理、道路河川の修復、地場産業の開発などに寄与するなどの政策を実施した。また、藩士の給与を半減したり、農民に増税を課すなども行なった。
宝永7年（1710年）3月、豪商山田彦左衛門の世話で藩金2万両を調達するため、野村は江戸に向かった。しかしその留守中に、桑名では公金の横領や農民の搾取、豪華な私生活、一族親族の登用その他様々な嫌疑の訴状が家老などの連名で出され、野村は逮捕されて糾問されることとなった。野村は十数箇条にわたって出された訴状に対してほとんどは的確に弁明したが、わずかに会計に関する些細なことで間違いがあり、それが有罪とされて野村は死罪を宣告された。5月29日、野村は打ち首に処され、さらに一族44名が死刑となり、関係者に至っては370人余（一説に571人）に及ぶ大粛清事件になった。しかも野村一族の死刑では、2歳から6歳の幼児12名（養子も含む）という厳しく残酷なものであった。関係者の処罰でも勘定頭や普請奉行、台所賄頭から馬廻りに至り、罪状に至っても「朝夕野村へ心安く致せし故なり」とされており、野村と親しいだけで処罰（追放・所払い）された者も少なくなかった（野村騒動）。この事件は桑名藩の公式記録が後年に全て焼却されているために不明な点が多いが、敏腕を振るう野村に対して長期間ないがしろにされた（と思った）譜代家老らの憎悪（私怨）によるものとされている。
この事件により、野村の死から3ヵ月後の閏8月に久松松平家は越後高田藩に懲罰的に移封された。また文政年間に久松松平家が再び桑名に戻ってくると、野村は無罪として赦免され、文政10年（1827年）に供養塔が建立された。